# Гегерис, Эмилс
Э́милс Ге́герис (латыш. Emīls Ģēģeris; род. 23 июля 1999, Рига) — латвийский хоккеист, нападающий «Сержи-Понтуаз».

## Карьера

### В клубах
С 2016 года играет за фарм-клуб рижского «Динамо» — «Ригу» в МХЛ. В КХЛ дебютировал 22 августа в первом матче сезона 2017/18 против «Авангарда». Первые шайбы забросил 24 января в ворота «Спартака», отметившись дублем.

### В сборных
Участник молодёжного чемпионата мира 2018 года в первом дивизионе, на турнире провёл пять матчей, забросил три шайбы и отдал две передачи.